# Jonny Hayes
Jonathan "Jonny" Hayes, né le 9 juillet 1987 à Dublin, est un footballeur international irlandais. Il évolue au poste de milieu gauche à Aberdeen.

## Carrière
Le 1er février 2014, il inscrit un doublé avec Aberdeen lors des demi-finales de la Coupe de la Ligue écossaise, face à l'équipe de St Johnstone. Aberdeen remporte la compétition en battant Inverness en finale aux tirs au but.
Le 23 juin 2020, en fin de contrat au Celtic Glasgow, il s'engage pour deux saisons à Aberdeen, où il avait déjà évolué entre 2012 et 2017.

## Palmarès
- Inverness Caledonian Thistle
  - Champion d'Écosse de First Division (D2) en 2010

- Aberdeen
  - Vainqueur de la Coupe de la Ligue écossaise en 2014 (en)
  - Finaliste de la Coupe de la Ligue écossaise en 2016 (en) et 2023-24
  - Vice-champion d'Écosse en 2016
  - Finaliste de la Coupe d'Écosse en 2017 (en)

- Celtic Glasgow
  - Champion d'Écosse en 2018, 2019 et 2020
  - Vainqueur de la Coupe d'Écosse en 2019 (en)
  - Vainqueur de la Coupe de la Ligue écossaise en 2019 (en) et 2020 (en)

### Distinctions personnelles
- Membre de l'équipe-type du Championnat d'Écosse en 2016 et 2017 (avec Aberdeen)
- Élu joueur du mois de la Scottish Football League en novembre 2009 et avril 2010
- Élu auteur du but de la saison par la SPFA (en) en 2014
- Élu joueur de l'année d'Aberdeen en 2016
- Élu joueur de l'année d'Aberdeen par les joueurs du club en 2016
- Auteur du but de la saison d'Aberdeen en 2016
- Élu joueur de l'année par l'Evening Express (en) en 2015